# 長谷川幸延
長谷川 幸延（はせがわ こうえん、1904年2月11日 - 1977年6月27日）は、日本の小説家、劇作家。

## 人物・来歴
1904年（明治37年）2月11日、大阪府大阪市北区曾根崎に生まれる。
大阪市曽根崎尋常高等小学校（1989年閉校、大阪市立大阪北小学校に統合）尋常科を卒業、満19歳を迎える1923年（大正12年）、初めて書いた戯曲『路は遥けし』が新派の劇団よって大阪・中座で上演され、劇作家としてデビューする。
1925年（大正14年）、社団法人大阪放送局（現在のNHK大阪放送局）の嘱託に採用され、ラジオドラマを手がける。
1939年（昭和14年）、小説家を志して仕事場を東京に移し、長谷川伸に師事する。1940年（昭和15年）、『オール讀物』（文藝春秋）に掲載された『法善寺横町』が第12回直木賞に初めてノミネートされた。1941年（昭和16年）、白井喬二の『大衆文藝』（大衆文藝社）に掲載された『冠婚葬祭』が第13回直木賞にノミネートされたが再び受賞を逃し、翌1942年（昭和17年）、新潮社の新潮社文芸賞を受賞した。同年、大映東京第一撮影所（現在の角川大映撮影所）が幸延の小説を原作に『八処女の歌』を映画化、幸延作品初の映画化となった。直木賞は1954年（昭和29年）の第31回まで7回ノミネートされたが、最後まで受賞できなかった。
『冠婚葬祭』は、のちに鈴木則文が監督した1965年公開『大阪ど根性物語 どえらい奴』の原作となった。初代 桂春団治に取材した『桂春団治』は1951年（昭和26年）、『オール讀物』に掲載され、第26回直木賞にノミネートされた。賞は逃したが、1956年（昭和31年）に木村恵吾が、1965年（昭和40年）にマキノ雅弘が、それぞれ『世にも面白い男の一生 桂春団治』 、『色ごと師春団治』のタイトルで映画化した。
1960年に、芸術祭奨励賞をテレビ部門で受賞。1968年、大阪芸術祭賞を受賞した。
1977年（昭和52年）6月27日に死去。満73歳没。生まれ育った町にほど近い長柄墓地に埋葬される。

## ビブリオグラフィ
国立国会図書館蔵書。
- 『笑ふ兵隊』、ユーモア文庫、東成社、1941年
- 『ラッパ貯金』、泰光堂、1942年
- 『法善寺横町』、長隆舎書店、1942年 - 第12回直木賞ノミネート作
- 『母の婚礼』、泰光堂、1942年
- 『御霊文楽座』、日進社、1942年
- 『渡御の記』、東光堂、1942年
- 『阿蘇の小菊』、六芸社、1943年
- 『法善寺横町』、春陽堂文庫、1943年
- 『勝鬨』、宋栄堂、1943年
- 『大阪風俗』、新日本文芸叢書、錦城出版社、1944年
- 『大阪今昔』、青朗社、1946年
- 『現代小説代表作選集 第3巻』日本文芸家協会編、大元社、1948年
- 『讀切傑作集 - 土師清二・徳川夢聲・長谷川幸延・大林清・山岡莊八』、讀物春秋社、1948年
- 『日本小説傑作全集 1』 北条誠編、宝文館、1949年
- 『千日前』、新小説文庫119、新小説社、1951年
- 『花咲く舞台』、同光社磯部書房、1951年
- 『われ恋やまず』、和同出版社、1954年
- 『夜々の星』、和同出版社、1954年
- 『愛の記録』、ラヂオ東京文芸部、山田書店、1954年
- 『年刊ラジオドラマ 第2集』、編集日本演劇協会、宝文館、1954年
- 『寄席行灯』、大日本雄弁会講談社、1955年
- 『食いだおれ横丁』、ラジオ・ドラマ新書、宝文館、1955年
- 『寄席行灯』、ロマン・ブックス、大日本雄弁会講談社、1956年
- 『泥んこ武士道』第1・第2、北辰堂、1956年
- 『花の系図』、東方社、1957年
- 『白浪行灯』、桃源社、1957年
- 『侠客忠臣蔵』、桃源社、1959年
- 『桂春団治』、角川書店、1962年 - 第26回直木賞ノミネート作
- 『笑説法善寺の人々』、東京文芸社、1965年
- 『味の芸談』、鶴書房、1966年
- 『われ恋やまず』、企研本社、1966年
- 『笑い泣き人生』、東京文芸社、1970年
- 『新・おんながた考』、読売新聞社、1970年
- 『大阪歳時記』、読売新聞社、1971年
- 『道頓堀初夜』、東京文芸社、1971年
- 『三亀松さのさ話』、日芸出版、1971年
- 『味の随筆 舌三寸』、読売新聞社、1972年
- 『自己流・大阪志』、昭文社出版部、1974年
- 『味にしひがし』、池田弥三郎 共著、読売新聞社、1975年／「知の雑学新書4」土屋書店、2007年 ISBN 4806909203
- 『日本史探訪 第15集』、角川書店、1976年　-「竹本義太夫」長谷川幸延・竹本津太夫 を収録
- 『日本史探訪 第16集』、角川書店、1976年  -「坂田藤十郎」中村鴈治郎・長谷川幸延 を収録
- 『たべもの世相史・大阪』、毎日新聞社、1976年
- 『大阪芸人かたぎ』、読売新聞社、1977年
- 『代表作時代小説 第6巻』、編集日本文芸家協会、東京文芸社、1978年、再版1984年 ISBN 4808831287 - 『村上浪六』を収録
- 『全集黒澤明 第3巻』、岩波書店、1988年 ISBN 4000913239 - 『殺陣師段平』を収録
- 『小説 桂春団治』、タチバナ文芸文庫 たちばな出版、2009年 ISBN 481332259X
- 『法善寺横町』タチバナ文芸文庫 たちばな出版、2010年 ISBN 4813323103

## フィルモグラフィ
戯曲・小説の映画化一覧。
- 『八処女の歌』 : 監督小石栄一・古野栄作、大映東京第一撮影所、1942年
- 『芝居道』 : 監督成瀬巳喜男、東宝、1944年
- 『千日前附近』 : 監督マキノ正博、松竹京都撮影所、1945年
- 『音楽五人男』 : 監督小田基義、東宝、1947年
- 『殺陣師段平』 : 監督マキノ正博、東横映画、1950年
- 『やぐら太鼓』 : 監督マキノ雅弘・滝沢英輔、滝村プロダクション、1952年
- 『喧嘩安兵衛』 : 監督滝沢英輔、東宝、1952年
- 『お嬢さん社長と丁稚課長』 : 監督萩山輝男、松竹大船撮影所、1952年
- 『人生とんぼ返り』 : 監督マキノ雅弘、日活、1955年
- 『世にも面白い男の一生 桂春団治』 : 監督木村恵吾、宝塚映画、1956年
- 『伴淳・アチャコ・夢声の活弁物語』 : 監督福田晴一、松竹京都撮影所、1957年
- 『愛情不動』 : 監督佐伯幸三、宝塚映画、1959年
- 『殺陣師段平』 : 監督瑞穂春海、大映京都撮影所、1962年
- 『色ごと師春団治』 : 監督マキノ雅弘、東映京都撮影所、1965年
- 『大阪ど根性物語 どえらい奴』 : 監督鈴木則文、東映京都撮影所、1965年

## テレビジョン
テレビ用オリジナル作品。
- 『かんてき長屋』 : 演出吉村繁雄、大阪テレビ放送、1958年

## 註
1. 1 2 3 4 5 6 7  長谷川幸延、『講談社 日本人名大辞典』、講談社、コトバンク、2009年11月20日閲覧。
2. 1 2 3 4 5 6 7 8 9 10 11 12  長谷川幸延、直木賞のすべて、2009年11月20日閲覧。
3. ↑  『大阪芸人かたぎ』著者プロフィール
4. ↑  『大阪芸人かたぎ』著者プロフィール
5. ↑  OPAC NDL 検索結果、国立国会図書館、2009年11月20日閲覧。